# Somasso
Somasso est une commune du Mali, Chef lieu d'arrondissement de  Somasso, chef lieu d'arrondissement du même nom dans le cercle de Bla et la région de Ségou.
Située à 35 km de la ville de Bla, chef-lieu du cercle, la Commune de Somasso est composée de cinq villages : Kadiala I et II, M'petiona I, II et Somasso. Elle compte 17 conseils. Elle fut créée en 1999 selon le code des collectivités. Elle a une population estimée à 16 799 habitants dont 8206 hommes et 8593 femmes selon le recensement général d'octobre 2022.